# Набэсима Наомаса
Набэсима Наомаса (яп. 鍋島 直正, 16 января 1815 — 8 марта 1871) — японский даймё позднего периода Эдо, 11-й правитель княжества Сага (1830—1861), один из «Семи мудрецов Саги».

## Биография
Семнадцатый сын Набэсимы Наринао, 10-го даймё Саги. Мать, Сати, вторая дочь Икэды Харумити.
В 1830 году его отец вышел в отставку, и в возрасте 17 лет он стал 11-м даймё княжества. После чего Садамару сменил имя на Наримаса (斉正), используя иероглиф из имени сёгуна Токугавы Иэнари. Наримаса намеревался реформировать управление княжеством, но в начале ему часто приходилось сталкиваться с консервативными силами в лице отца и бывшего даймё Наринао, находившегося в Эдо, и его окружения. Однако в 1835 году, когда ниномару в замке Сага, который был центром резиденции, оказался под угрозой сильного пожара, Наримаса провёл реконструкцию замка Сага, переместив ставку в новопостроенный хоммару в замке Сага, несмотря на вмешательство Наринао.
Начиная с этого, число чиновников было сокращено до одной пятой, а также были приняты другие меры по сокращению расходов, позволившие отказаться от 80% долга и выплатить 20% в рассрочку в течение 50 лет. Он также провёл различные реформы, такие как реформа образования, например, расширение княжеской школы Кодокана, обучение и назначение качественных служащих, а также восстановление сельских районов путём освобождения от уплаты арендаторских сборов. Наряду с сокращением числа чиновников Наримаса реформировал систему управления и активно назначал способных вассалов в центр государственных дел независимо от их происхождения.
Кроме того, Набэсима предложил усилить безопасность Нагасаки, но поскольку бакуфу не смогло предоставить поддержку из-за финансовых трудностей, он попытался самостоятельно внедрить западные военные технологии, основал плавильный завод и попытался внедрить технологии, такие как отражательная печь. Наримаса был очень заинтересован в западной артиллерии Такасимы Сюхана, но поскольку ему противостояли высокопоставленные вассалы консервативной фракции и он боялся внимания со стороны бакуфу, Набэсима заставил своего зятя Набэсиму Сигэёси, даймё Такэо, продолжить попытки заполучить артиллерию.
В результате позже княжество преуспело в производстве современных пушек западного образца, таких как пушка Армстронга, и создал военно-морской док на территории нынешнего города Сага в качестве базы для пароходов и парусных кораблей западного образца.
В 1853 году, когда прибыл Мэтью Перри, и родзю Абэ Масахиро запросил мнения даймё, Наримаса решительно выступал за изгнание иностранцев, но Масахиро предоставил технологию для строительство дайбы и завоевал доверие. С другой стороны считается, что Набэсима настолько хорошо понимал важность торговли, что получал прибыль от контрабанды до открытия страны, и отстаивал идею открытия страны.
В 1861 году Набэсима Наримаса вышел в отставку в возрасте 46 лет и передал княжество своему старшему сыну Набэсиме Наохиро.
Торговцы называли его «соробан-даймё» за его бережливость и управленческие навыки. Несмотря на то, что Наримаса находился в консервативном окружении, он с большим энтузиазмом изучал рангаку, до такой степени, что его называли «ранпэки-даймё». В то время как другие княжества боролись с модернизацией и финансовыми трудностями, Сага преуспела в финансовой реконструкции и модернизации вооружений.
В 1868 году Наримаса сменил своё имя на Наомаса (直正). Начиная с битвы при Уэно и заканчивая битвой при Хакодатэ, княжество Сага, оснащённое новейшим оружием, играло важную роль в войне Босин. В содействии модернизации правительства Мэйдзи важную роль сыграли таланты, которых взрастил Наомаса, а сам Набэсима был назначен гидзё. В результате княжество Сага, которое не было заинтересовано в движении против сёгуната, стало одним из определяющих.
Наомаса был одним из первых, кто поддержал ликвидацию ханов и основание префектур, а в 1869 году он был назначен главой Комиссии по колонизации Хоккайдо, но отказался от этой должности в связи с возрастом. После чего был переведён на должность дайнагон.
8 марта 1871 года Набэсима Наомаса умер от болезни в княжеской резиденции. Является синтоистским божеством почитаемым в храме Сага-дзиндзя в Саге и Хоккайдо-дзингу в Саппоро.

## Семья
Первая жена, Морихимэ (1811—1846), восемнадцатая дочь Токугавы Иэнари. Вторая жена, Фудэхимэ (1830—1886), девятнадцатая дочь Токугавы Наримасы.
Дети от наложницы Исами:
- Мицуги, жена Мацудайры Наоёси[яп.], даймё Кавагоэ

Дети от наложницы Хама, дочери Набэсимы Сигэсато и внучки Таку Сигэтаки:
- Набэсима Наохиро, старший сын
- Сатико, жена Икэды Тэрутомо[яп.]

Дети от наложницы Сэнко:
- Хироко, пятая дочь, жена Хосокавы Морихисы[яп.]
- Набэсима Наотора, седьмой сын
- Набэсима Наото, восьмой сын